# Легги, Уильям Винсент
Уильям Винсент Легги (1841—1918) — австралийский военный и орнитолог. Описал птиц Шри-Ланки. В его честь названы виды птиц Nisaetus kelaarti (английское название) и Dicaeum vincens, а также горный пик Легс-Тор, второй по высоте на Тасмании.

## Биография
Родился на Тасмании. Учился в Англии, Франции и Германии. Сделал военную карьеру. Участвовал в экспедиции в западную часть Тасмании, ставшей известной как Walk to the West. Также изучал птиц на Шри-Ланке и стал автором работы History of the Birds of Ceylon. Был основателем и президентом Королевского Австралазийского орнитологического союза, членом и почетным членом нескольких обществ. После смерти первой жены в 1914 году вступил в брак повторно.